# Upper Darby
Upper Darby è un comune degli Stati Uniti d'America, nella contea di Delaware in Pennsylvania. È uno dei sobborghi occidentali di Filadelfia. Il principale distretto commerciale attorno alla 69th Street, a pochi isolati di distanza dal confine con la Città di Filadelfia.